# ヴェデゼータ
ヴェデゼータ（伊: Vedeseta  ( 音声ファイル)）は、イタリア共和国ロンバルディア州ベルガモ県にある、人口約200人の基礎自治体（コムーネ）。

## 地理

### 位置・広がり
ベルガモ県北西部、ヴァル・ブレンバーナのコムーネ。レッコから東北東へ12km、県都ベルガモから北北西へ24km、州都ミラノから北北東へ55kmの距離にある。

#### 隣接コムーネ
隣接するコムーネは以下の通り。括弧内のLCはレッコ県所属を示す。
- バルツィオ (LC)
- ブルマーノ
- カッシーリオ
- フイピャーノ・ヴァッレ・イマーニャ
- モッジョ (LC)
- モルテローネ (LC)
- タレッジョ
- ヴァルトルタ

### 地震分類
イタリアの地震リスク階級 (it) では、3 に分類される
。

## 行政

### 山岳部共同体
広域行政組織である山岳部共同体「ヴァッレ・ブレンバーナ山岳部共同体」  (it:Comunità montana della Valle Brembana)  （事務所所在地：ピアッツァ・ブレンバーナ）を構成するコムーネである。

### 分離集落
ヴェデゼータには、以下の分離集落（フラツィオーネ）がある。
- Avolasio, Lavina, Reggetto, Alta Montagna